# Erosida formosa
Erosida formosa är en skalbaggsart som först beskrevs av Blanchard 1843.  Erosida formosa ingår i släktet Erosida och familjen långhorningar. Inga underarter finns listade i Catalogue of Life.